# Ортагн

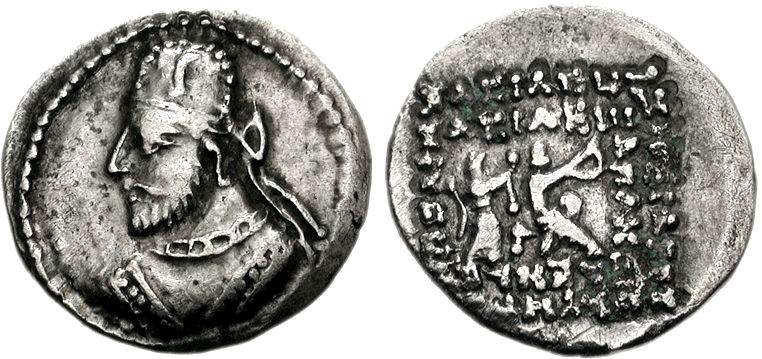
Монета с изображением Ортагна

Ортагн — индо-парфянский царь.

## Биография
Как указывает К. Флёрих, предшественником Ортагна был Сас. Другие учёные считают Ортагна преемником Пакора и внуком Гондофара. Тюрин С. С. относится к этому предположению критически, обращая внимание на недостаток точных знаний об особенностях системы престолонаследования у индо-парфян. Исследователь также не исключает возможности противостояния Ортагна с другими членами царствующей династии.
Как отмечается в научной литературе, «Ортагн» является передачей на греческом языке иранского имени «Веретрагн». По словам Н. Дибвойза, имя Ортагна означает «победоносный». На реверсе его монет показана крылатая Ника. Хотя, по замечанию американского учёного, сложно установить, связано ли это с какой-то победой или чем-то иным. Согласно греческой легенде нумизматического материала Ортагна, им подчёркивалась принадлежность к династии Гондофарна. Надписи, сделанные на кхароштхи, менее понятны: значение слова «Гадана», которым они оканчиваются, еще окончательно не расшифровано.
Большинство монет Ортагна обнаружены в Систане, также были сделаны находки в Арахозии. Если исходить из небольшого общего количества выявленного нумизматического материала, Ортагн, судя по всему, правил в течение непродолжительного времени. Но при этом также носил титул «царя царей», что, по замечанию Р. Фрая, указывает на полную независимость индо-парфянских царей от Парфии. Тюрин С. С. допускает возможность царствования Ортагна в период конфронтации с кушанами.
Преемником этого правителя, по всей видимости, стал Убузан, возможно, по замечанию К. Флёриха, сын Ортагна.